# Ironbridge Gorge
De Ironbridge Gorge is een diepe kloof gevormd door de rivier de Severn in Shropshire, West Midlands, Engeland. De kloof dankt zijn huidige naam aan de Iron Bridge, de eerste gietijzeren brug ter wereld. De brug werd gebouwd in 1779 om de industriële stad Broseley te verbinden met het mijnplaatsje Madeley en Coalbrookdale.
De Ironbridge-kloof werd in 1986 door UNESCO op de Werelderfgoedlijst geplaatst.

## Ironbridge Gorge Museum Trust
Alle musea in de kloof worden beheerd door de stichting Ironbridge Gorge Museum Trust. Deze werd in 1977 uitgeroepen tot het Europees museum van het jaar.

### Musea
- Blists Hill - Een openluchtmuseum in de stijl van een Victoriaanse stad
- Brosely Pipeworks - Een museum over het fabriceren van kleipijpen
- Coalbrookedale Museum of Iron - Een museum over de ijzer-industrie
- Coalport China Museum - Een museum over het fabriceren van porselein
- Coalport Tar Tunnel - Een tunnel gebruikt voor de winning van asfalt
- Darby Houses - De landhuizen in bezit van Abraham Darby
- Enginuity - Interactief wetenschap en technologie-museum
- Iron Bridge en Tolhuis - Oudste gietijzeren brug en bijbehorend tolhuis
- Jackfield Tile Museum - Een museum over lokaal gemaakte tegels
- Museum of the Gorge - Geschiedenismuseum over de Ironbridge Gorge